# Ленгдорф
Ленгдорф (њем. Lengdorf) општина је у њемачкој савезној држави Баварска. Једно је од 26 општинских средишта округа Ердинг. Према процјени из 2010. у општини је живјело 2.713 становника. Посједује регионалну шифру (AGS) 9177127.

## Географски и демографски подаци
Ленгдорф се налази у савезној држави Баварска у округу Ердинг. Општина се налази на надморској висини од 473 метра. Површина општине износи 33,9 km². У самом мјесту је, према процјени из 2010. године, живјело 2.713 становника. Просјечна густина становништва износи 80 становника/km².